# Plectranthias ahiahiata
Plectranthias ahiahiata là một loài cá biển thuộc chi Plectranthias trong họ Cá mú. Loài này được mô tả lần đầu tiên vào năm 2018.

## Từ nguyên
Từ định danh ahiahiata trong tiếng Rapa Nui có nghĩa là "tia sáng cuối cùng trước khi màn đêm buông xuống", hàm ý đề cập đến màu sắc như nắng hoàng hôn của loài cá này.

## Phân bố và môi trường sống
P. ahiahiata là loài đặc hữu của đảo Phục Sinh, được thu thập trên một mỏm đá với quần thể san hô Leptoseris scabra ở độ sâu khoảng 83 m.

## Mô tả
Chiều dài lớn nhất được biết đến ở P. ahiahiata là 4 cm. Toàn thân có màu đỏ cam, vùng mõm, vây lưng, vây bụng và vây hậu môn lại có màu vàng. Có một đốm đỏ tươi viền trắng trên cuống đuôi và 4 đốm trắng ở mỗi bên thân dọc theo đường bên.
Số gai vây lưng: 10; Số tia vây lưng: 18; Số gai vây hậu môn: 3; Số tia vây hậu môn: 7; Số tia vây ngực: 18; Số gai vây bụng: 1; Số tia vây bụng: 5; Số vảy đường bên: 31.

## Phân loại học
Kết quả phân tích phân tử cho thấy P. ahiahiata có quan hệ họ hàng gần nhất với Plectranthias winniensis.